# Kingston Lacy

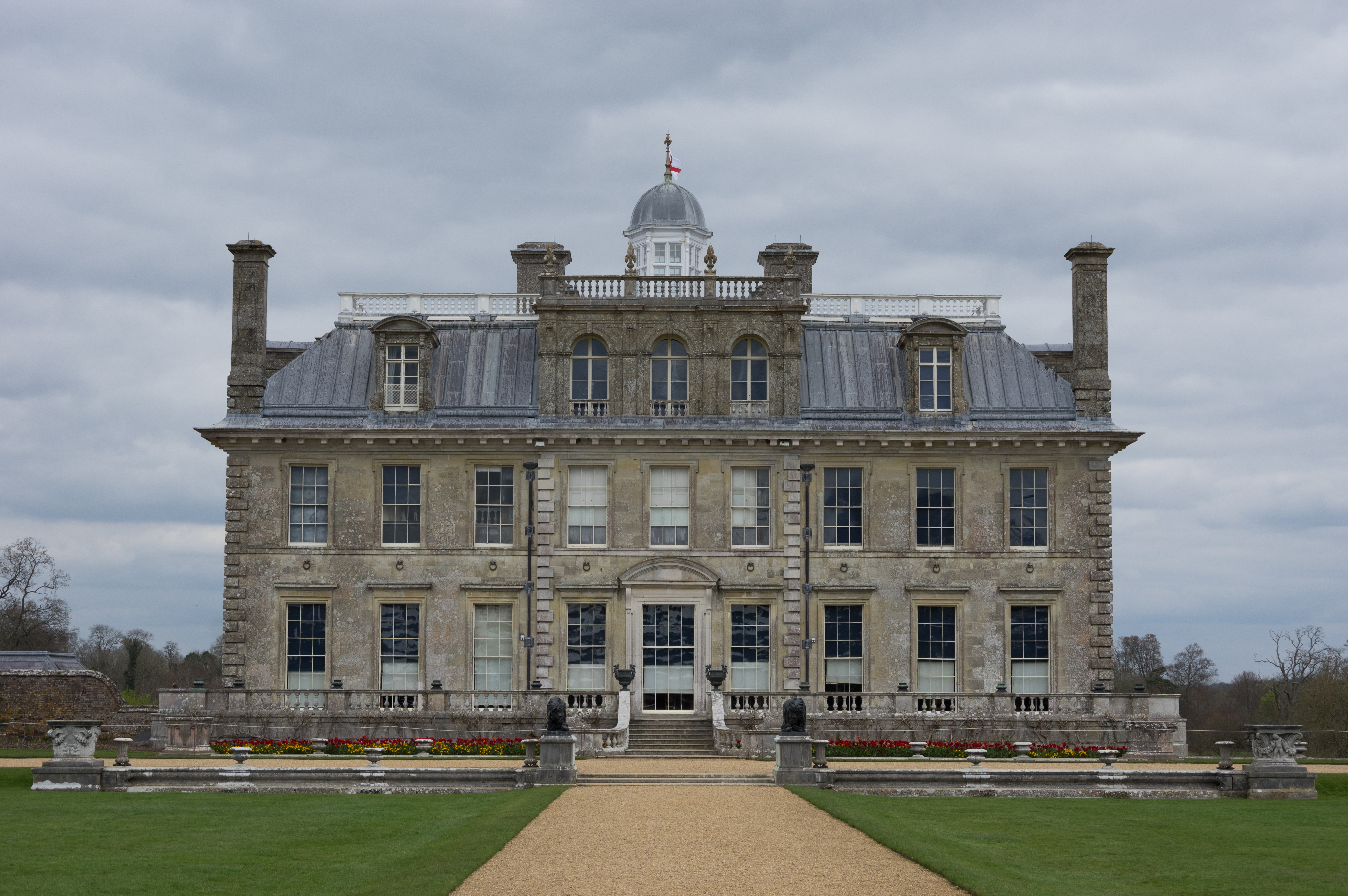
Rückseite von Kingston Lacy

Kingston Lacy ist ein Herrenhaus in der Grafschaft Dorset in Großbritannien. Das als Kulturdenkmal der Kategorie Grade I klassifizierte Herrenhaus liegt fünf Kilometer nordwestlich von Wimborne Minster und ist berühmt wegen seiner reichen Kunstsammlung.

## Geschichte
1634 erwarb der Royalist und Anwalt Sir John Bankes aus Cumbria Corfe Castle. Die Burg wurde 1646 im englischen Bürgerkrieg zerstört, sodass sein Sohn Ralph 1663 bei Wimborne Minster ein neues, Kingston Hall genanntes Herrenhaus als Familiensitz erbauen ließ. In den folgenden Jahrhunderten diente das Haus als Landsitz der Familie Bankes.
Der skandalumwitterte Forschungsreisende und Politiker William John Bankes verbrachte sein Leben in der ersten Hälfte des 19. Jahrhunderts damit, Kunstwerke und Antiken zu erwerben, die er im inzwischen Kingston Lacy genannten Familiensitz sammelte. Als er 1841 wegen einer Anklage auf Sodomie aus England floh, übereignete er den Besitz seinem Bruder George (1787–1856), um eine Beschlagnahmung des Besitzes zu verhindern. Er sandte jedoch aus Venedig detaillierte Angaben zur weiteren Ausgestaltung der Anlage.
Unter Walter Ralph Bankes und seiner Frau Henrietta, die ihren Mann nach seinem Tod 1904 um 49 Jahre überlebte, war das Haus ein glanzvoller Treffpunkt in der Edwardischen Epoche, in der auch Edward VII. in Kingston Lacy zu Gast war. Ihr Sohn Ralph Bankes verstarb 1981 kinderlos und vermachte das Herrenhaus mit allem Mobiliar und allen Kunstschätzen sowie 64 km² Landbesitz dem National Trust, dies war die größte Schenkung, die die Organisation bisher erhalten hat. Kingston Lacy war jedoch sehr restaurierungsbedürftig, so dass die Restauratoren des National Trust fünf Jahre lang benötigten, um das Haus in dem Zustand von etwa 1900 wiederherzustellen. Das Herrenhaus ist heute zwischen März und Oktober zu besichtigen und gilt als Musterbeispiel für die Arbeit des National Trust. 2019 wurde Kingston Lacy von rund 411.000 Personen besucht. 2024 betrug die Besucherzahl etwa 385.000 Personen.

## Anlage
Der Entwurf für das 1665 fertiggestellte ursprüngliche Haus stammt von Roger Pratt. In den 1780er Jahren ließ Henry Bankes der Jüngere durch den Architekten Robert Furze Brettingham umbauen. Sein Sohn William John Bankes ließ von 1835 bis 1841 das Haus durch Charles Barry im Stil eines venezianischen Palazzos umgestalten. Die bisherigen Backsteinmauern wurden mit hellem Caen-Stein  verkleidet, das Haus erhielt eine Kuppel, die Balustraden und die markanten Eckschornsteine. Im Innern wurde ein prächtiges Treppenhaus aus Carrara-Marmor eingebaut, dass über die Loggia in die prächtig ausgestatteten Empfangsräume führt. Von diesen Räumen stammen die Bibliothek und der Salon noch aus dem Umbau des späten 18. Jahrhunderts. Das Deckenfresko der Bibliothek, Die Trennung von Tag und Nacht, stammt von dem Renaissancemaler Guido Reni. Im Salon befindet sich eine der größten Sammlungen von Familienbildnissen in Großbritannien. Der Raum ist weiter mit Gemälden von Rubens und wertvollen Möbeln und Porzellan ausgestattet.
- Der Ägyptische Saal zeigt die Antikensammlung von William John Bankes, zu der Bronzekatzen und andere Grabbeigaben aus Ägypten gehören. Die Sammlung ist die größte Privatsammlung ägyptischer Altertümer in Großbritannien.
- Der Spanische Saal wurde von William John Bankes für seine Sammlung spanischer Gemälde gestaltet. Die vergoldete Decke und die goldüberzogenen Ledertapeten stammen aus venezianischen Palästen[5].

Die Gemäldesammlung des Hauses umfasst unter anderem Werke von Rubens, van Dyck, Tizian, Tintoretto, Jan Brueghel dem Jüngeren, Veronese, Reynolds, Lely und Kneller.

## Garten

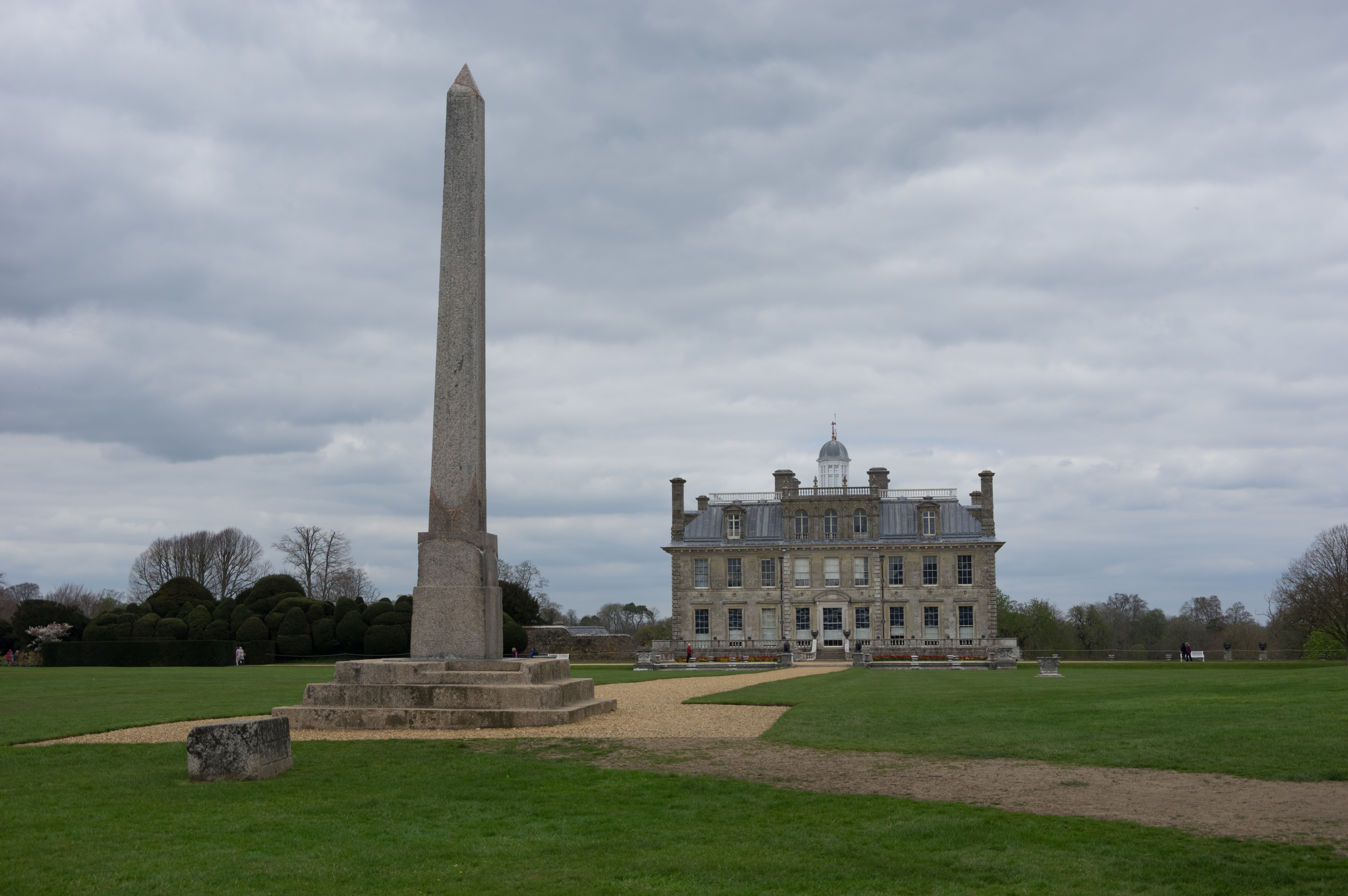
Der ägyptische Obelisk von Philae im Park von Kingston Lacy

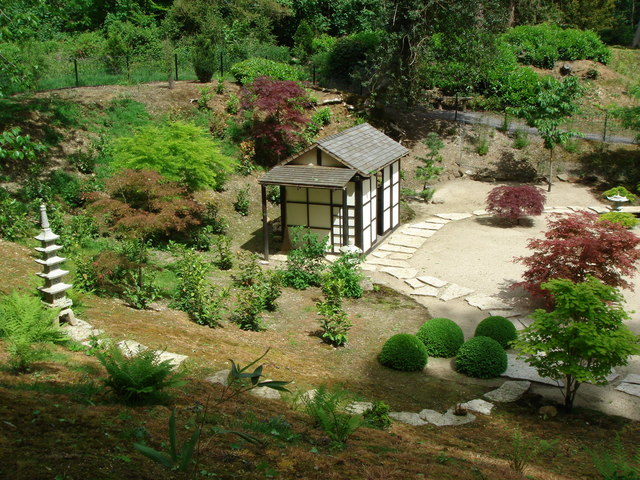
Japanischer Teegarten

Der alte, formal angelegte Garten wurde in den 1780er Jahren in einen Landschaftsgarten umgewandelt. Die Zufahrt zum Herrenhaus erfolgt von Osten über eine vier Kilometer lange Allee aus über 700 alten Buchen. Die Bäume wurden 1835 gepflanzt und müssen deshalb zur Sicherheit in Kürze ersetzt werden. Das Haus selbst ist von einem acht Hektar großen Park umgeben, der im Norden und Osten aus großzügigen Rasenflächen mit einzelnen Bäumen besteht. Auf der Ostseite befindet sich ein 1899 angelegter Parterregarten mit die vier Jahreszeiten darstellenden Statuen. Dahinter erstreckt sich eine um 1835 angelegte Reihe Libanon-Zedern nach Osten. Aus derselben Zeit stammt auch ein in Hochbeeten angelegter Farngarten. Im Süden des Hauses erstreckt sich eine weite, von Bäumen eingefasste Rasenfläche, in deren Mittelpunkt sich der aus dem 2. Jahrhundert v. Chr. stammende ägyptische Obelisk von Philae befindet, der 1827 im Auftrag von William John Bankes dort aufgestellt wurde.
Der im Südosten des Gartens liegende, zu Beginn des 20. Jahrhunderts angelegte Japanische Teegarten wurde unlängst wieder hergestellt. Diese Gartenrestauration war eines der größten Gartenprojekte des National Trust.
Der Garten geht, im Süden teils durch ein Ha-Ha abgegrenzt, in eine 3200 Hektar große Weide- und Parklandschaft mit intakten landwirtschaftlichen Betrieben über, die zum Gut von Kingston Lacy gehören. In dieser Parklandschaft befindet sich auch, etwa 2 km nordwestlich des Herrenhauses, die eisenzeitliche, etwa 2500 Jahre alte Höhenbefestigung Badbury Rings.
1905 besuchte Kaiser Wilhelm II. das Anwesen und pflanzte eine Zeder. Der Nachbarbaum, 1907 durch König Eduard VII. gepflanzt, fiel einem Sturm zum Opfer.